# Нерето
Нерето (італ. Nereto) — муніципалітет в Італії, у регіоні Абруццо,  провінція Терамо.
Нерето розташоване на відстані близько 155 км на північний схід від Рима, 65 км на північний схід від Л'Аквіли, 19 км на північний схід від Терамо.
Населення — 5220 осіб (2014).

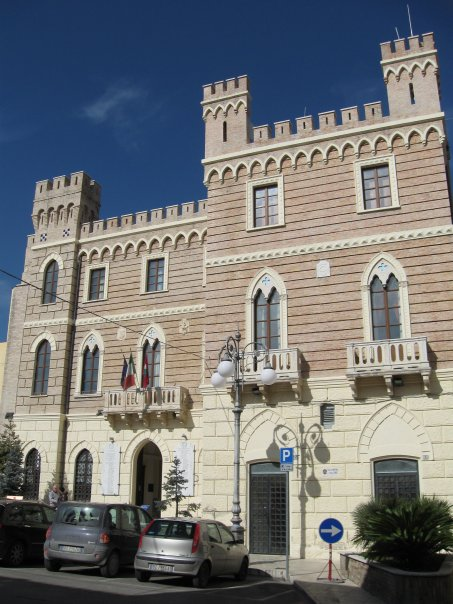

Щорічний фестиваль відбувається 11 листопада. Покровитель — святий Мартин.

## Демографія
Населення за роками:

Станом на 1 січня 2023 року в муніципалітеті офіційно проживали 802 іноземці з 32 країн, серед них 129 громадян країн Євросоюзу та 9 громадян України.

## Клімат
| NERETO           | Місяці | Місяці | Місяці | Місяці | Місяці | Місяці | Місяці | Місяці | Місяці | Місяці | Місяці | Місяці | Пора | Пора | Пора | Пора | Рік  |
| NERETO           | Січ    | Лют    | Бер    | Кві    | Тра    | Чер    | Лип    | Сер    | Вер    | Жов    | Лис    | Гру    | Зим  | Вес  | Літ  | Осі  | Рік  |
| ---------------- | ------ | ------ | ------ | ------ | ------ | ------ | ------ | ------ | ------ | ------ | ------ | ------ | ---- | ---- | ---- | ---- | ---- |
| Темп. макс. (°C) | 9.8    | 11.3   | 14.3   | 18.5   | 23.1   | 27.3   | 30.4   | 30.3   | 26.6   | 21.0   | 15.2   | 12.0   | 11   | 18.6 | 29.3 | 20.9 | 20   |
| Темп. мін. (°C)  | 3.5    | 3.7    | 6.2    | 9.3    | 13.0   | 16.9   | 19.4   | 19.5   | 16.7   | 12.5   | 8.5    | 5.5    | 4.2  | 9.5  | 18.6 | 12.6 | 11.2 |

## Сусідні муніципалітети
- Контрогуерра
- Коррополі
- Сант'Омеро
- Торано-Нуово